# Véronique Trinquet
Véronique Trinquet (15 giugno 1956) è un'ex schermitrice francese, vincitrice di una medaglia d'argento nella scherma ai giochi olimpici.